# فرودگاه صحرایی هایلوئوتو
فرودگاه صحرایی هایلوئوتو (به انگلیسی: Hailuoto Airfield) (به زبان بومی: Hailuodon lentokenttä) یک فرودگاه است که یک باند فرود چمن دارد و طول باند آن ۵۰۰ متر است. این فرودگاه در شهر هالویتو کشور فنلاند قرار دارد و در ارتفاع ۲ متری از سطح دریا واقع شده‌است.